# Jydske Tidende
Jydske Tidende var et dansk regionalt dagblad, der blev udgivet i Syd- og Sønderjylland fra 1929 til 1991.
Avisen blev etableret af Det Berlingske Officin og havde fra starten politisk tilknytning til Det Konservative Folkeparti. Jydske Tidende blev hurtigt den dominerende avis i udgivelsesområdet, ikke mindst i Sønderjylland, hvor den efterhånden blev eneste avis. Mod vest var der dog én konkurrent: Vestkysten med base i Esbjerg. Oprindeligt lå Jydske Tidendes hovedredaktion i Kolding, men i 1980'erne var avisens position i byen blevet svagere, og redaktionen flyttede derfor til Aabenraa i 1987. Ti år tidligere var det politiske tilhørsforhold droppet, og avisen kaldte sig uafhængigt borgerlig.
Efter at have været konkurrenter i mange år fusionerede Jydske Tidende og Vestkysten i januar 1991 og dannede JydskeVestkysten.

## Ekstern henvisning
- Digitaliserede udgaver af Jydske Tidende - Haderslev i Mediestream
- Digitaliserede udgaver af Jydske Tidende - Haderslev, Aabenraa, Sønderborg i Mediestream
- Digitaliserede udgaver af Jydske Tidende - Aabenraa i Mediestream
- Læs om Jydske Tidende i opslagsværket "De Danske Aviser"